# Trouble dépressif mineur
Le trouble dépressif mineur, également connu sous le terme de dépression mineure, est un trouble de l'humeur qui ne répond pas à tous les critères du trouble dépressif majeur mais dans laquelle au moins deux symptômes sont présents durant deux semaines. Il est inscrit dans le Manuel diagnostique et statistique des troubles mentaux (DSM-IV-TR) en tant qu'exemple dans les  troubles dépressifs non specifiés.